# Neomorphaster
Genre
Neomorphaster est un genre d'étoiles de mer abyssales de la famille des Stichasteridae.

## Liste des genres
Selon World Register of Marine Species (30 septembre 2014) :
- Neomorphaster forcipatus Verrill, 1894
- Neomorphaster margaritaceus Perrier in Milne-Edwards, 1882

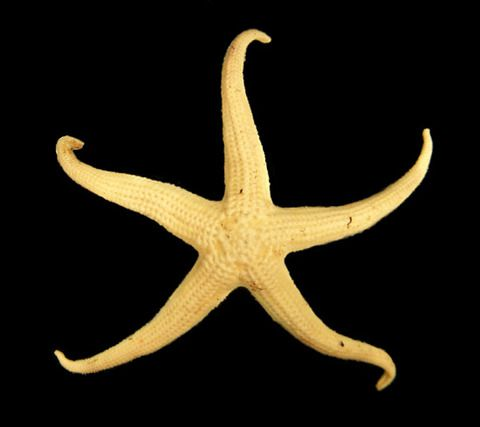
Neomorphaster forcipatus

.